# Référendum constitutionnel tadjik de 2003
Le référendum tadjik de 2003 est un référendum ayant eu lieu le 22 juin 2003 au Tadjikistan. Il visait à supprimer l'article 65 de la constitution qui limite le mandat présidentiel à un seul mandat. Il a été approuvé à 93 % pour une participation annoncée de 96 %.